# كلارنس جيلز
كلارنس جيلز هو سياسي كندي، ولد في 3 أكتوبر 1895 في كندا، وتوفي في 17 ديسمبر 1960 في كندا. حزبياً، نشط في Co-operative Commonwealth Federation ‏. وقد انتخب عضو مجلس العموم الكندي.